# Nathalie Guerrée-Spitzer
Nathalie Guerrée-Spitzer (* 7. Juli 1968) ist eine ehemalige französische Tennisspielerin.

## Karriere
Ihr bestes Ergebnis auf der WTA Tour erreichte 1988 in Aix-en-Provence mit dem Viertelfinale. Im Hauptfeld eines Grand-Slam-Turniers stand sie erstmals bei den French Open 1988. Dort verlor sie in der ersten Runde gegen Steffi Graf mit 0:6 und 4:6.

## Persönliches
Sie hat vier Töchter.